# Годри, Жан Альбер
Жан Альбер Годри (фр. Jean Albert Gaudry; 16 сентября 1827 — 27 ноября 1908) — французский палеонтолог и геолог.

## Биография
Жан Альбер Годри родился 16 сентября 1827 года в городке Сен-Жермен-ан-Ле; образование получил в колледже Станисласа в Париже. 
С 1851 года жил на острове Кипр и с 1855 по 1860 год в Греции, где изучал ископаемые останки млекопитающих миоцена. В 1853 году, живя на Кипре, стал помощником Альсида д’Орбиньи, первого заведующего отделом палеонтологии в Национальном музее естественной истории, и занял его место в 1872 году. 

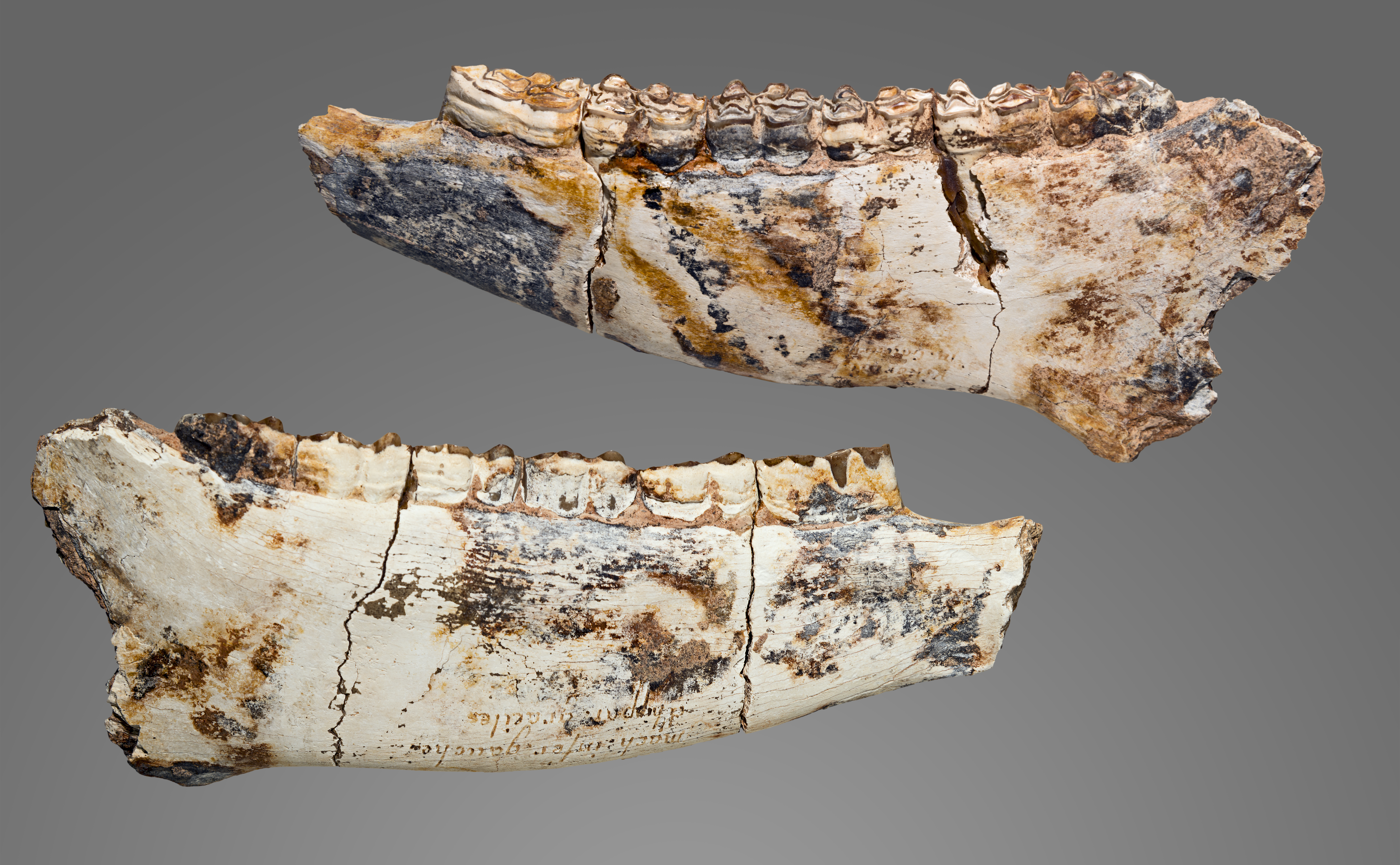
Одна из находок Годри

В 1882 году стал членом Академии наук, в 1895 году — иностранным членом Лондонского королевского общества, в 1900 году руководил работой международного геологического конгресса в Париже, в том же году был принят в Шведскую королевскую академию наук.
Как учёный занимался в основном ископаемыми млекопитающими, отчасти разделял взгляды на эволюцию, но отрицал идею Чарльза Дарвина о естественном отборе, поскольку считал, что Бог допустил бы только улучшение, а не уничтожение видов; предназначение палеонтологии видел в доказательстве разумного замысла. 
Написал большое количество работ, из которых главной является «Les enchainements du mande animal dans les temps géologiques», в которой он пытался доказать связь между фауной палеозоя, мезозоя и третичного периода. Три тома этой работы были выпущены в 1878, 1883 и 1890 годах.
Жан Альбер Годри умер 27 ноября 1908 года в городе Париже.